# Vilanova del Camí (ort)
Vilanova del Camí (baskiska: Vilanova del Cami) är en ort i Spanien.   Den ligger i provinsen Província de Barcelona och regionen Katalonien, i den östra delen av landet, 500 km öster om huvudstaden Madrid. Vilanova del Camí ligger 310 meter över havet och antalet invånare är 12 649.
Terrängen runt Vilanova del Camí är huvudsakligen kuperad, men den allra närmaste omgivningen är platt. Vilanova del Camí ligger nere i en dal. Runt Vilanova del Camí är det tätbefolkat, med 709 invånare per kvadratkilometer. Närmaste större samhälle är Igualada, 2,0 km nordväst om Vilanova del Camí. Trakten runt Vilanova del Camí består till största delen av jordbruksmark.